# Мурена-зебра
Мурена-зебра (Gymnomuraena zebra) — єдиний представник роду Gymnomuraena родини муренові. Назва роду походить від грецького слова gymnos, тобто «голий» і латинського слова muraena — «мурена». Тривалий час включали до роду Єхидна.

## Опис
Загальна довжина досягає 1,5 м, але зазвичай — 0,5 м. Морда тупа й округла, з похилим чолом і короткими потужними щелепами. Зяброві отвори маленькі та круглі. Зуби у вигляді кістяних пластин затуплені на кінці та широкими основами, щільно розташовані. Стиснення щелеп настільки міцне, що легко кришить панцир більшості ракоподібних та молюсків. Тулуб витягнутий, високе, помітно сплощене з боків. Скелет складається зі 132—137 хребців. Луска відсутня. Грудних і черевних плавців немає, а спинний — тягнеться без розриву від голови до хвоста. Анальний плавець короткий.
Забарвлення схожа на зебру: вкрито широкими білими смугами, що чергуються з більш вузькими чорними або темно-коричневими смугами, які розташовані поперек. Смуги часто роздвоюються або розгалужуються ще сильніше, утворюючи своєрідний малюнок. У молодих особин замість чорних смуг є коричневі або червонуваті смуги.

## Спосіб життя
Воліє до скелястих або коралових рифів на прибережному мілководді з піщаним або кам'янистим дном на глибині від 1 до 39 м, зазвичай менш як 4 м. Тримається дна, активна вночі. У світлий час доби висовує відкриту пащу зі свого притулку і може випадково схопити дрібну рибу. Така поведінка зазвичай спостерігається після опівдня, в другій половині дня, незадовго перед виходом на полювання. Живиться переважно ракоподібними (переважно рифовими омарами і крабами родини Xanthidae), морськими їжаками та молюсками.
Переважно одинак. Ймовірно, протогінний гермафродит, тобто всі особини народжуються самками, здатними перетворюватися на самців у міру статевого дозрівання. Дотепер документально не зафіксовано у цього виду процес метання ікри в дикій природі.
Тривалість життя 20—25 років.

## Розповсюдження
Поширена від східного узбережжя Африки до західного узбережжя Америки (від півдня Каліфорнійського півострова до півночі Колумбії), зокрема в Червоному морі, біля Гавайських і Галапагоських островів.

## Акваріумістика
Потрібен акваріум від 300 л, де облаштовують відповідні схованки — шматки пластикових труб відповідного діаметра. При оформленні акваріума живим камінням та іншими декораціями, порожнини і щілини між ними будуть оптимальним укриттям. Необхідна добра фільтрація й аерація, температура води 24—26 °C. Зверху ємність з муреною-зеброю повинна бути щільно закрита кришкою, оскільки всі вони схильні вилазити з акваріума.
Можна тримати декілька особин, проте всіх мурен потрібно заселяти одночасно. Також необхідно враховувати, що в момент годування в збудженому стані вони можуть накидатися на своїх родичів та інших риб. Як сусідів цих мурен інколи тримають з великими пелагічними рибами — луціанами, карангами, рибами-солдатами, Acanthuridae.